# Свина (приток Оболи)
Свина́ (бел. Свіна́) — река в Городокском, Полоцком и Шумилинском районах Витебской области Белоруссии, правый приток реки Оболь.
Длина реки составляет 24 км. Русло извилистое. Протекает по северо-восточной части Полоцкой низменности. Вытекает из озера Малое Белое в Городокском районе. Протекает через озеро Лососно. Впадает в Оболь в 1,5 км от деревни Козьяны (Шумилинский район). Связывает озёра Ведреньское, Конечное и Глубочино.
Площадь водосбора реки составляет 360 км², озёрность — около 4 %. В бассейне Свины около 47 озёр (Малое и Большое Белое, Свино, Большая Осмота, Малая Осмота, Жодень, Сомино (Бабарыки), Лососно и др.).